# Ехветкаси
Ехветка́си (рос. Эхветкасы, чув. Эхветкасси) — присілок у Чувашії Російської Федерації, у складі Москакасинського сільського поселення Моргауського району.
Населення — 42 особи (2010; 65 в 2002, 96 в 1979; 135 в 1939, 85 в 1926, 148 в 1906, 157 в 1858). Національний склад — чуваші, росіяни.

## Історія
До 1866 року селяни мали статус державних, займались землеробством, тваринництвом. 1931 року утворено колгосп «Молотов». До 1920 року присілок перебував у складі Татаркасинської волості Козьмодемьянського, а до 1927 року — Чебоксарського повіту. 1927 року присілок переданий до складу Татаркасинського району, 1939 року — до складу Сундирського, 1962 року — до складу Чебоксарського, 1964 року — до складу Моргауського району.